# Horní Heřmanice (okres Třebíč)
Horní Heřmanice (německy Ober Herschmanitz nebo Ober Hermanitz, latinsky Superius Herzmanicze) jsou obec v okrese Třebíč v Kraji Vysočina. Leží severně od města Třebíče, asi 5 km jihozápadně od Velkého Meziříčí. Žije zde 140 obyvatel.
Sousedními obcemi sídla jsou Uhřínov, Horní Radslavice, Vlčatín, Bochovice, Hroznatín a Nový Telečkov.

## Geografie
Horními Heřmanicemi prochází několik silnic, na sever ze zastavěného území obce vede silnice do Uhřínova, na jih vedou silnice do Bochovic a k Vlčatínu a Novému Telečkovu. Přes jižní část území obce vede ze západu na východ silnice mezi Batouchovicemi a Vlčatínem. Přes severní část území obce vede ze západu na sever modrá turistická stezka.
Část území obce kolem zastavěného území obce je zemědělsky využívaná, části území obce u hranic jsou kopcovité a zalesněné, ale i zbylá část území obce je poměrně kopcovitá a místy zalesněná. 
Těsně za východní hranicí území obce pramení ve Vostálově rybníku Heřmanický potok, který následně teče severně územím přes východní okraj území obce, kde protéká přes nepojmenovaný rybník. U zastavěného území obce se do něj vlévá i nepojmenovaný potok, na kterém se na severním okraji vesnice nachází rybník Olšina. Severně od zastavěného území obce tvoří Heřmanický potok východní hranici území obce a těsně za hranicí se vlévá do Svatoslavského potoka. Svatoslavský potok pramení západně od Bochovic, následně se do něj vlévá Bochovický potok a společně pak tvoří západní a severní hranici území obce, po hranicích teče v hlubokém údolí. Severně od hranic území obce se posléze Svatoslavský potok vlévá do Balinky.
Území obce leží poměrně vysoko a je kopcovité, nejnižší část území je v hlubokém údolí Svatoslavského potoka na severním okraji území obce, to dosahuje 475 metrů nad mořem, nejvyšší část obce je na jihu, kde dosahuje 600 metrů nad mořem. Severně od zastavěného území obce se nachází vrchol Strážnice (565 m), západně od zastavěného území obce se nachází dva nepojmenované vrcholy s kótou 560 m. U jihovýchodní hranice území obce se nachází vrchol Na Hlavinách (606 m). 
Zastavěné území obce se nachází u východního okraje území obce v jeho střední části, severně od zastavěného území obce u rybníka Olšina se nachází penzion. Těsně za západní hranicí území obce se nachází Radslavický mlýn a Kotkův mlejnek.
Jižní část území spadá do přírodního parku Třebíčsko.

## Historie
Obec se poprvé připomíná v roce 1447, kdy byla zmíněna v zemských deskách, jako přepsaný majetek Jiřího z Kravař a Strážnice Janovi staršímu z Lomnice. Roku 1563 byly Heřmanice postoupeny Zikmundovi Heldtovi z Kementu, který byl majitelem meziřícského panství. V roce 1649 byl majitelem dvora v Heřmanicích Matouš Dvořák a byl osvobozen od robot a plateb, osvobodil jej Rudolf hrabě z Kounic. Od roku 1563 pak až do reforem kolem roku 1848 spadaly Heřmanice pod meziříčské panství, mezi lety 1563 a 1592 patřily Heldtům z Kementu, následně Berkům z Dubé a Lipé, Kounicům, Ugartským a dalším rodům. V roce 1810 skoro celá osada vyhořela, osadníci si poté vystavěli čtrnáct nových domů ve dvou řadách. V roce 1815 pak byla ve vsi založena škola, do té doby byla přiškolena do Rudíkova. Mezi lety 1850 a 1924 spadal pod Horní Heřmanice Nový Telečkov. Roku 1953 bylo v obci založeno JZD.
Roku 1890 měla obec 43 domů a 264 obyvatel. V roce 1930 ve vesnici žilo 229 obyvatel a v roce 1950 už jen 177 obyvatel ve 44 domech.
Pokud jde o farnost, patřily Horní Heřmanice do farnosti Rudíkov a od první republiky patří do Uhřínova. Také školou patřily Heřmanice do Rudíkova. Do této školy chodily také děti z Nového Telečkova, Batouchovic a Bochovic. Roku 1890 začal učitel Antonín Střecha psát školní kroniku. Škola byla zrušena v 60. letech 20. století.
Do roku 1849 patřily Horní Heřmanice do velkomeziříčského panství, od roku 1850 patřily do okresu Jihlava, pak od roku 1855 do okresu Velké Meziříčí a od roku 1960 do okresu Třebíč. Mezi lety 1980 a 1990 patřily Horní Heřmanice pod Rudíkov, následně se obec osamostatnila.
| Rok            | 1869 | 1880 | 1890 | 1900 | 1910 | 1921 | 1930 | 1950 | 1961 | 1970 | 1980 | 1991 | 2001 | 2011 | 2021 |
| -------------- | ---- | ---- | ---- | ---- | ---- | ---- | ---- | ---- | ---- | ---- | ---- | ---- | ---- | ---- | ---- |
| Počet obyvatel | 240  | 252  | 264  | 256  | 273  | 262  | 229  | 177  | 180  | 158  | 169  | 163  | 133  | 133  | 141  |
| Počet domů     | 42   | 42   | 43   | 43   | 47   | 44   | 44   | 44   | 43   | 43   | 47   | 45   | 46   | 51   | 56   |

## Obecní správa
Mezi lety 1850 a 1924 k obci patřil Nový Telečkov.

## Politika

### Volby do Poslanecké sněmovny
|       | 2006               | 2010               | 2013               | 2017               | 2021                  |
| ----- | ------------------ | ------------------ | ------------------ | ------------------ | --------------------- |
| 1.    | ČSSD (56,81 %)     | ČSSD (39,18 %)     | ČSSD (30,86 %)     | ANO (35,06 %)      | ANO (47,05 %)         |
| 2.    | KDU-ČSL (15,9 %)   | ODS (14,86 %)      | KSČM (19,75 %)     | ČSSD (12,98 %)     | SPOLU (15,29 %)       |
| 3.    | ODS (11,36 %)      | KSČM (13,51 %)     | KDU-ČSL (12,34 %)  | SPD (10,38 %)      | Piráti+STAN (11,76 %) |
| účast | 77,88 % (88 z 113) | 66,07 % (74 z 112) | 74,55 % (82 z 110) | 73,33 % (77 z 105) | 79,63 % (86 z 108)    |

### Volby do krajského zastupitelstva
|      | 1.             | 2.                    | 3.                           | účast              |
| ---- | -------------- | --------------------- | ---------------------------- | ------------------ |
| 2000 | SNK (28,2 %)   | 4KOALICE (28,2 %)     | KSČM (15,38 %)               | 35,39 % (40 z 113) |
| 2004 | KDU-ČSL (40 %) | ODS (25,71 %)         | ČSSD (8,57 %)                | 30,17 % (35 z 116) |
| 2008 | ČSSD (52,72 %) | ODS (25,45 %)         | DOHODA pro Vysočinu (7,27 %) | 50,91 % (56 z 110) |
| 2012 | ČSSD (36,95 %) | KSČM (28,26 %)        | Pro Vysočinu (15,21 %)       | 43,64 % (48 z 110) |
| 2016 | ČSSD (36,73 %) | KSČM (14,28 %)        | ANO 2011 (12,24 %)           | 44,95 % (49 z 109) |
| 2020 | ANO (21,27 %)  | KDU-ČSL (14,89 %)     | Piráti (12,76 %)             | 44,04 % (48 z 109) |
| 2024 | ANO (50,9 %)   | ODS+TOP 09+STO (20 %) | SOCDEM (10,9 %)              | 51,89 % (55 z 106) |

### Prezidentské volby
V prvním kole prezidentských voleb v roce 2013 první místo obsadil Miloš Zeman (35 hlasů), druhé místo obsadil Jan Fischer (16 hlasů) a třetí místo obsadil Karel Schwarzenberg (11 hlasů). Volební účast byla 76,36 %, tj. 84 ze 110 oprávněných voličů. V druhém kole prezidentských voleb v roce 2013 první místo obsadil Miloš Zeman (55 hlasů) a druhé místo obsadil Karel Schwarzenberg (23 hlasů). Volební účast byla 72,22 %, tj. 78 ze 108 oprávněných voličů.
V prvním kole prezidentských voleb v roce 2018 první místo obsadil Miloš Zeman (43 hlasů), druhé místo obsadil Jiří Drahoš (14 hlasů) a třetí místo obsadil Pavel Fischer (9 hlasů). Volební účast byla 75,24 %, tj. 79 ze 105 oprávněných voličů. V druhém kole prezidentských voleb v roce 2018 první místo obsadil Miloš Zeman (57 hlasů) a druhé místo obsadil Jiří Drahoš (29 hlasů). Volební účast byla 82,69 %, tj. 86 ze 104 oprávněných voličů.
V prvním kole prezidentských voleb v roce 2023 první místo obsadil Andrej Babiš (49 hlasů), druhé místo obsadil Petr Pavel (25 hlasů) a třetí místo obsadila Danuše Nerudová (10 hlasů). Volební účast byla 84,91 %, tj. 90 ze 106 oprávněných voličů. V druhém kole prezidentských voleb v roce 2023 první místo obsadil Andrej Babiš (56 hlasů) a druhé místo obsadil Petr Pavel (34 hlasů). Volební účast byla 84,91 %, tj. 90 ze 106 oprávněných voličů.

## Zajímavosti a pamětihodnosti
- Kaplička s křížkem na návsi, stojí mezi lípami
- Památný kámen s reliéfem řeckého kříže

## Osobnosti
- František Doležal (1917–1997), generálmajor, letecké eso
- Jozef Trojan (1906–1953), odbojář a politik